# 호운가
《호운가》(好运家)는 2024년 방송되었던 중국의 드라마이다.

## 줄거리
- 호운거리에서 꼬치집을 운영하는 뤄씨네는 재혼 가정으로 과거 아내를 잃고 이란성 쌍둥이를 홀로 키워온 뤄푸취안 은이혼 후 딸과 단둘이 살아가던 하오밍과 재혼해 딸을 낳고 요즘에는 보기 드문 6인 가족을 이룬다. 뤄씨네는 동네 사람들로부터 "운이 좋은 집안'이라는 부러운 시선을 한몸에 받으며 평범하고 따뜻한 일상을 보낸다. 뤄씨 부부는 자녀들 또한 대가족 만큼이나 행복한 가정을 이루길 바라지만, 자녀들은 저마다 일과 가정에서 위기를 겪는다. 효심이 강했던 자녀들은 연로한 부모님을 걱정해 약속이나 한 듯 각자의 고충을 부모님에게 숨기기로 하지만 결국 부모님의 도움으로 각자의 행복을 찾는다.의사로 일하고 있던 둘째 딸과 사위는 성격 문제로 헤어졌다가 시련을 겪으며 재결합한다. 착한 막내 딸은 용기를 내어 대학교에 입학하고, 둘째 사위의 남동생과 부부가 된다.

## 등장 인물
- 장샤오페이 - 하오유쯔 역
- 퉁다웨이 - 펑하오둥 역
- 진소예 (陈小艺) - 하오밍 역
- 궈타오 - 뤄푸치엔 역
- 수준파 (隋俊波) - 뤄원휘 역
- 우의 (于毅) - 뤄원총 역
- 려일 (Coco) - 쑹원신 역
- 마사초（Kido）- 펑하오양 역
- 후이쉬안 - 뤄위팅 역
- 서백혜 (徐百慧) - 린이판 역
- 이언만 (李昕哲) - 탕샤오페이 역
- 악홍 (岳红) - 천쉐옌 역
- 위안원캉 - 종팡 역
- 사선 (沙漩) - 자오웨이웨이 역
- 진주군 (陈姝君) - 신디 역